# Óscar Soliz
Óscar Soliz Villca (Villazón, 9 januari 1985) is een Boliviaans voormalig wielrenner die onder andere reed voor Movistar Continental Team, de opleidingsploeg van Team Movistar.

## Carrière
In 2016 nam Soliz deel aan de wegwedstrijd op de Olympische Spelen in Rio de Janeiro, maar reed deze niet uit.
Tijdens de Ronde van Colombia in 2017 testte Soliz positief op het gebruik van Cera, wat hem een schorsing opleverde tot en met 2021. Nadien keerde hij niet meer terug in het peloton.

## Belangrijkste overwinningen
2007
2e etappe + eindklassement Doble Sucre Potosí GP Cemento Fancesa
4e etappe + eindklassement Doble Copacabana GP Fides
2008
 Boliviaans kampioen tijdrijden, Elite
2009
3e etappe Doble Sucre Potosí GP Cemento Fancesa
5e, 7e (deel b) en 8e (deel a) etappe Ronde van Bolivia
2010
Boliviaans kampioen op de weg, Elite
Boliviaans kampioen tijdrijden, Elite
1e en 2e etappe + eindklassement Doble Sucre Potosí GP Cemento Fancesa
4e, 7e (deel b), 8e (deel a) + eindklassement Ronde van Bolivia
2011
Boliviaans kampioen tijdrijden, Elite
12 etappe Ronde van Costa Rica
2012
Boliviaans kampioen tijdrijden, Elite
7e, 9e (deel b) en 10e (deel a) etappe Ronde van Bolivia
2013
1e, 2e en 3e etappe + eindklassement Ronde van Zuid-Bolivia
2014
 Boliviaans kampioen op de weg, Elite
Eindklassement  Clásico RCN
2015
Boliviaans kampioen op de weg, Elite
Boliviaans kampioen tijdrijden, Elite
2016
Boliviaans kampioen op de weg, Elite
Boliviaans kampioen tijdrijden, Elite